# Casey (Ontario)
Casey es un municipio canadiense situado en la provincia de Ontario.

## Superficie
Casey tiene una superficie de 80,8 km².

## Demografía
En 2021, tenía 341 habitantes, una densidad poblacional de 4,2 hab./km², y 140 viviendas.